# Albion San Diego PSC
L'Albion San Diego PSC, diminutivo di Albion San Diego Professional Soccer Club nonché precedentemente noto col nome di San Diego 1904 FC, è un club calcistico professionistico statunitense con base a San Diego, in California. Partecipa alla NISA, terza divisione del calcio statunitense.

## Storia
Fondato nel 2016 col nome di San Diego 1904 FC da un gruppo di investitori tra cui i calciatori professionisti Demba Ba e Eden Hazard, il club deve il nome 1904 alle iniziali della città di San Diego, rispettivamente la diciannovesima e la quarta lettera dell'alfabeto inglese.
La squadra avrebbe dovuto esordire nella NASL già dal 2018, ma a seguito della cessazione delle attività della lega, il San Diego 1904 ha dovuto rimandare il proprio debutto ufficiale. A seguito di una trattativa fallita per entrare nella USL Championship, il 6 settembre 2018 la società è stata annunciata come primo membro ufficiale della NISA, lega di terza divisione, alla quale partecipa dalla Fall Season del 2019. L'atteso esordio della squadra tra i professionisti è infine avvenuto il 7 settembre 2019 in una sconfitta per 2-0 sul campo del Los Angeles Force.
A luglio 2020 il club ha annunciato di prendersi un semestre di pausa a causa dell'insostenibilità di operare la squadra disputando partite a porte chiuse. Il 2 settembre dello stesso anno, la NISA ha dato ufficialmente il bentornato al San Diego 1904 per la Spring Season 2021.
Il 9 dicembre 2021 è stata annunciata la fusione tra il San Diego 1904 e l'organizzazione giovanile Albion: la squadra assume così l'attuale denominazione di Albion San Diego Professional Soccer Club.